# Císařská koruna Indie

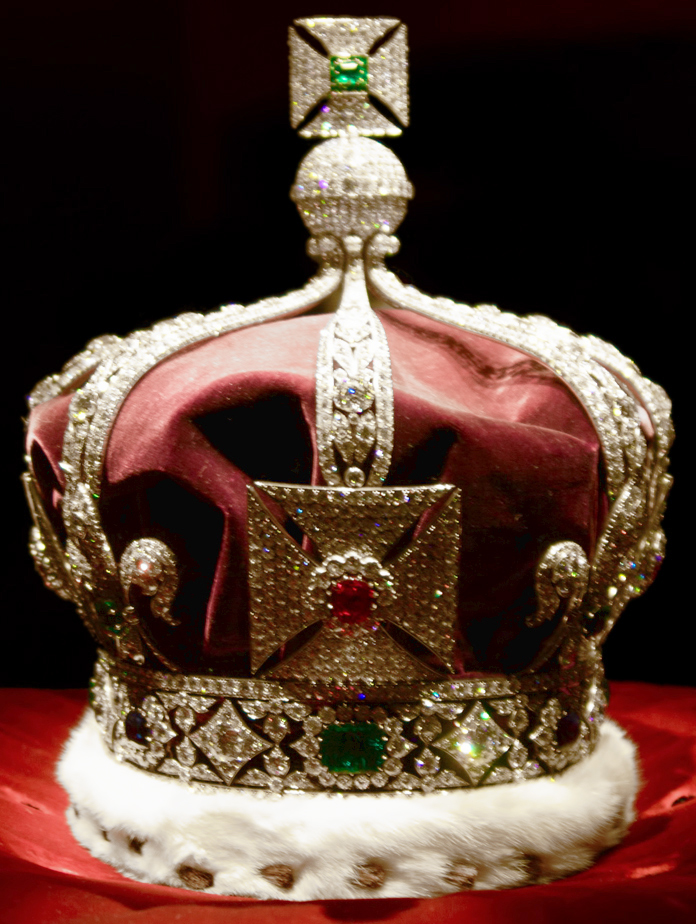
Císařská koruna Indie

Císařská koruna Indie (anglicky the Imperial Crown of India) je koruna, která byla v roce 1911 vyhotovena pro Jiřího V., krále Spojeného království a indického císaře. Je schraňována spolu s korunovačními klenoty Spojeného království, avšak není jejich součástí. Byla korunovačním klenotem Indického císařství.